# Vibe
Vibe — американский развлекательный музыкальный журнал, основанный известным продюсером Куинси Джонсом в 1993 году. Издание специализируется на освещении новостей в основном афро-американской музыкальной культуры, в частности об исполнителях фанка, ритм-н-блюза, электронной музыки и хип-хопа. Также в некоторых выпусках журнала уделяется внимание и кинематографу.

## О журнале
Vibe создан Куинси Джонсом в 1993 году, в то время, когда Джонс находился в партнёрстве с издающей компанией Time Inc.. Но через некоторое время у Джонса возникли серьёзные разногласия с представителями издательства. После ряда громких скандалов, в 1996 году Miller Publishing выкупает журнал.
К началу 2000-х популярность Vibe сильно возросла. Журнал стал серьёзным конкурентом таким изданиям как Rolling Stone и Spin, в основном за счёт того, что Vibe публиковал статьи на самые разные темы современной музыки, в отличие от Rolling Stone или Spin, которые были ориентированы только на рок- и поп-музыку. Но несмотря на это 30 июня 2009 года, было объявлено, что Miller Publishing закрывается и соответственно приостанавливается выпуск журнала. Куинси Джонсу после закрытия ему пришлось финансировать печать собственными средствами; Джонс признался, что тогда появилась мысль сделать Vibe интернет-изданием.
В 2012 InterMedia Partners выкупила все права на Vibe и фактически возродила выпуск журнала. Сотрудники издательства заявили, что они готовы воскресить такой легендарный бренд. Помимо печатного Vibe были также открыты интернет-порталы Vibe.com и VibeVixen.com.
Но 25 апреля 2013 года стало известно, что Private Equity Fund InterMedia Partners, вместе с Vibe.com и VibeVixen.com продаёт журнал Spin Media за неизвестную сумму по невыясненной причине. К концу 2013 тираж журнала был сокращён. Spin Media объяснили это нерентабельностью печатных изданий в наше время цифровых технологий. Появились слухи об уже окончательном закрытии журнала, но они пока не подтвердились.